# Eutettix
Eutettix är ett släkte av insekter. Eutettix ingår i familjen dvärgstritar.

## Dottertaxa tillEutettix, i alfabetisk ordning[1]
- Eutettix acutus
- Eutettix aequalis
- Eutettix alvadus
- Eutettix apicalis
- Eutettix apricus
- Eutettix bartschi
- Eutettix borealis
- Eutettix botelensis
- Eutettix chelatus
- Eutettix contorqus
- Eutettix copula
- Eutettix dentatus
- Eutettix discapa
- Eutettix discolor
- Eutettix divergens
- Eutettix elongatus
- Eutettix flavus
- Eutettix fulminans
- Eutettix fulvous
- Eutettix glennana
- Eutettix grandis
- Eutettix guevarai
- Eutettix hibernus
- Eutettix krameri
- Eutettix lanceolatus
- Eutettix latus
- Eutettix lurida
- Eutettix marmoratus
- Eutettix marquezi
- Eutettix mimicus
- Eutettix minutus
- Eutettix nitens
- Eutettix ortegai
- Eutettix parvus
- Eutettix pediculus
- Eutettix pedus
- Eutettix pictus
- Eutettix placida
- Eutettix planus
- Eutettix prinoides
- Eutettix quadripunctatus
- Eutettix querci
- Eutettix ramosus
- Eutettix rubianus
- Eutettix rugosus
- Eutettix slossoni
- Eutettix smaragdinus
- Eutettix southwicki
- Eutettix spinus
- Eutettix stramineus
- Eutettix subaenea
- Eutettix subspinosus
- Eutettix transversus
- Eutettix tristis
- Eutettix variabilis